# Photoscotosia eudiosa
Photoscotosia eudiosa là một loài bướm đêm trong họ Geometridae.